# Західний Вітер (літературне об'єднання)
Західний Вітер — український літературний гурт. Створений 1992 в місті Тернопіль.
Члени: Василь Махно, Борис Щавурський, Гордій Безкоровайний, Віталій Гайда.
1994 видав однойменну збірку, куди як розділи увійшли поезії його членів Г. Безкоровайного «Місцевість принагідної зорі», В. Махна «Самотність Цезаря», Б. Щавурського «…Правий берег сумної ріки».